# Bernard Tremeau
Pour les articles homonymes, voir Tremeau.
Bernard Tremeau, né le 11 janvier 1928 à Chalon-sur-Saône et mort le 23 juin 2019 dans la même ville, est un médecin et homme politique français.

## Biographie
Il est président de la Société d'histoire et d'archéologie de Chalon-sur-Saône.